# Cigarett
För romanen, se Cigarett (roman).

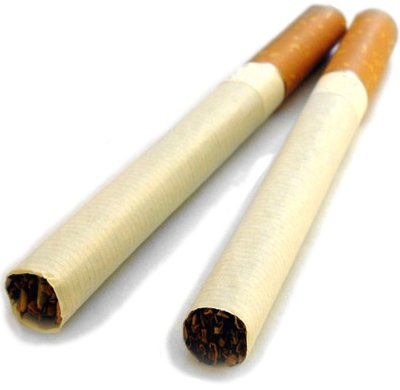
Cigaretter

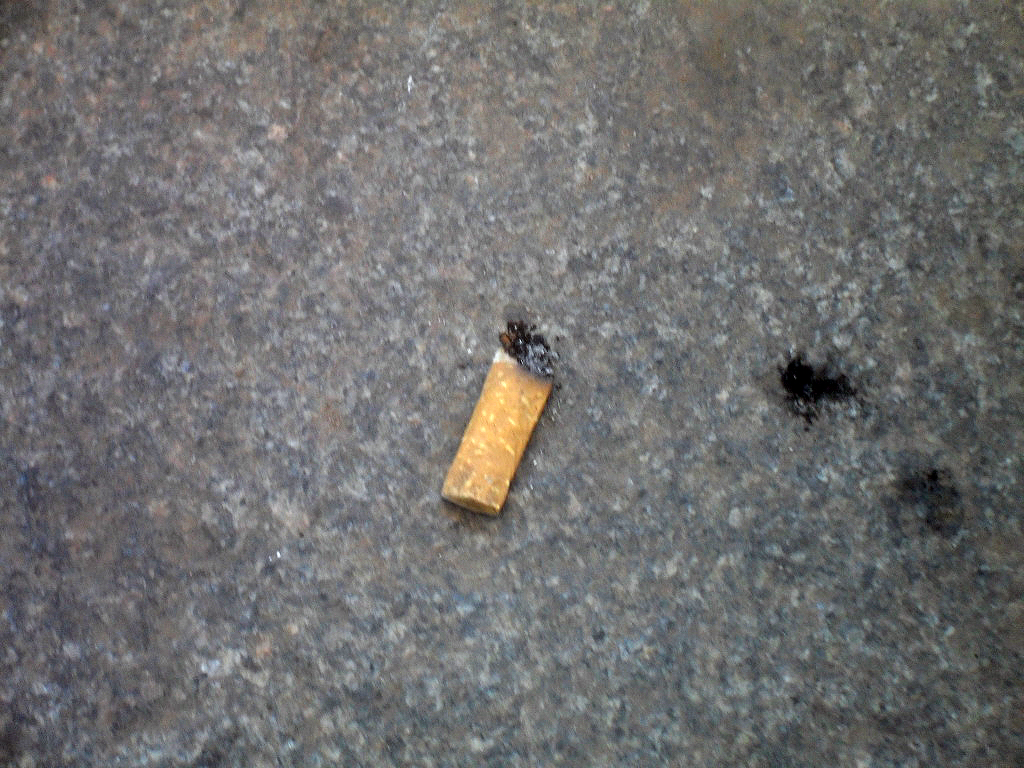
En fimp, filtret är det som blir kvar.

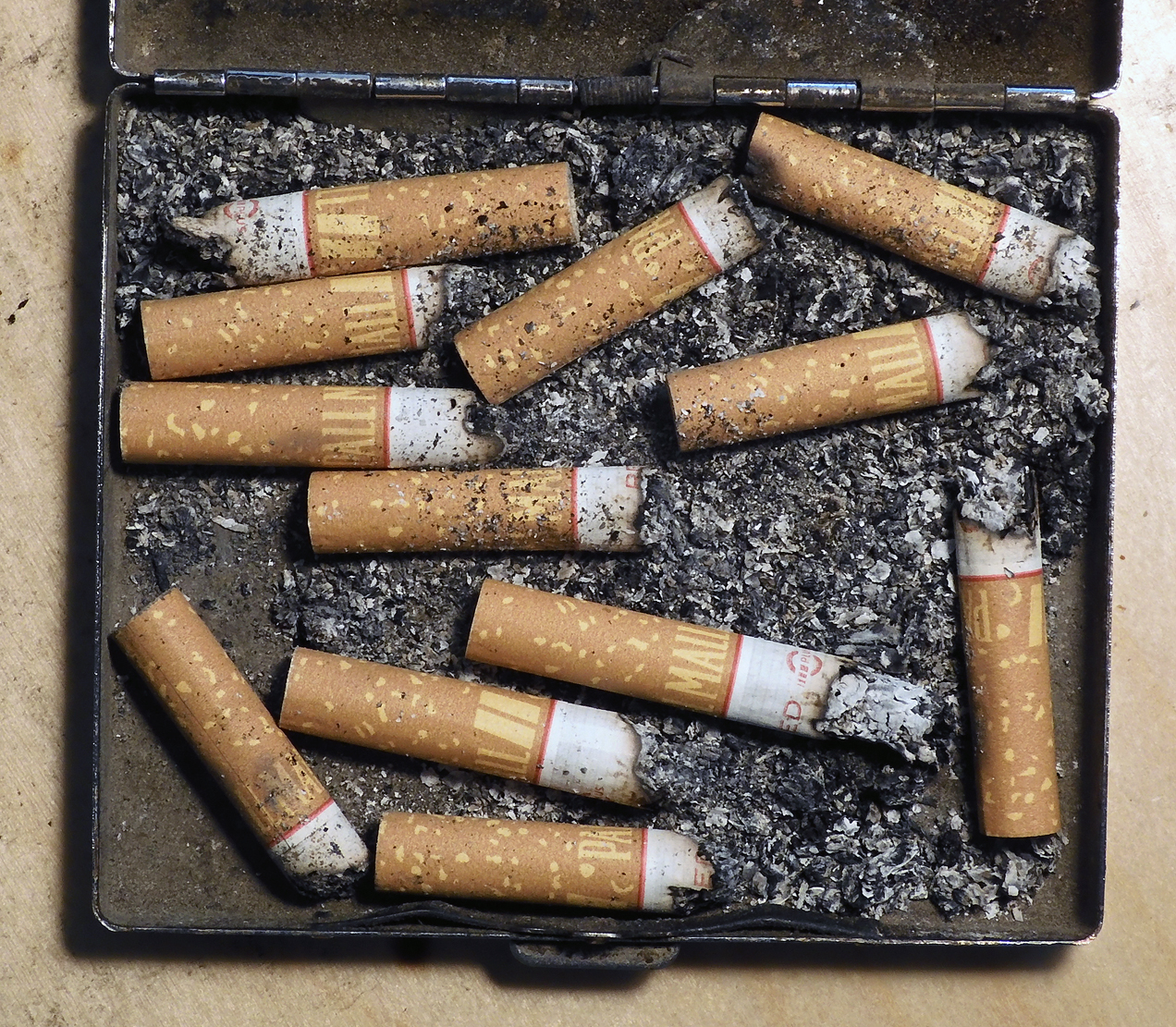
Cigarettfimpar och aska i ett etui.

Cigarett eller cigarrett är den sedan 1900-talet vanligaste formen av tobaksrökning och består av fint skuren tobak inrullad i rör av papper som vid antändning avger en nikotinhaltig rök som sedan inhaleras.

## Historia och utformning
Ordet cigarett kommer via franskans cigarette (liten cigarr) från spanskans cigarro; se cigarr. Slangord på svenska är cigg.
Cigaretten är en utveckling av cigarren. De första ska ha skapats i Spanien under 1800-talet för att ta vara på de orökta bladen i slängda cigarrfimpar. Populära blev de först sedan brittiska soldater under Krimkriget lärde sig att rulla cigaretter av sina turkiska kollegor vars vattenpipor hade förstörts av fientlig eld. De kom då på att man kunde rulla in tobaken i papperet som de använde till krutet för att sedan sätta eld på det och röka.

### Filter
De flesta cigaretter har ett filter i ändan närmast munnen. Filtret filtrerar cigarettröken i samband med inhalering för att ta bort en del av tjäran som finns i röken, men också för att stabilisera för saliv och moderera förbränningshastigheten. Pappret på filtret är vanligtvis orange/gul-färgat eller, som på Black Devil, svartfärgat. Mentolcigaretter brukar däremot ha helvita filter.

## Regleringar och ersättningar

### Användningsförbud i Sverige
I Sverige råder rökförbud i lokaler för skol- och barnomsorg, hälso- och sjukvård, allmänna färdmedel, restauranger och serveringställen, hotell och annat tillfälligt boende samt lokaler dit allmänheten har tillträde; på färdmedel i inrikes kollektivtrafik eller i lokaler och andra utrymmen som är avsedda att användas av den som reser med sådana färdmedel; vid allmänna sammankomster och tillställningar som till exempel konserter och danser. Arbetsplatser innefattas också. Efter en ny lag 2019 blev det även rökförbud på alla allmänna platser som t.ex. uteserveringar, busstationer, framför entré till affärer mm.

### Elektronisk cigarett
En elektronisk cigarett är en batteridriven enhet som genom upphettning av en vätskelösning tillhandahåller ånga för inhalation. Lösningen innehåller normalt nikotin samt olika smakämnen och kan vara ett alternativ till rökbara tobaksprodukter.
Förutom ett intag av nikotin, innehåller dess ånga smak och ger den fysiska upplevelsen av att röka till exempel tobak, trots att inte någon rök, tobak eller förbränning är inblandad i den elektriska cigarettens funktion.

## Risker

### Hälsorisker
Många forskningsstudier har visat att rökning av tobak leder till stora risker att drabbas av bland annat lungcancer, KOL, försämrad blodcirkulation och kondition. Röken påverkar även rökarens omgivning genom passiv rökning och påverkar ofödda barns hälsa starkt negativt. Tobaksrök innehåller många hälsoskadliga ämnen, men det är främst nikotinet som framkallar beroendet. Det förekommer ytterligare tillsatser för att öka de beroendeframkallande egenskaperna.
En av de första att belägga sambandet mellan rökning och lungcancer är Sir Richard Doll (1912—2005) som kom fram till en 24 ggr förhöjd risk jämfört med icke-rökare..

### Miljöproblem
Av de cirka 6 000 miljarder cigaretter som röks i världen varje år uppskattas att cirka 75% slängs på marken. Tobaksrelaterade produkter som fimpar, cellofanpapper och cigarrettpaket utgör nästan hälften av allt skräp i svenska stadsmiljöer trots att endast 26% av svenskarna röker. Den genomsnittlige svenska rökaren slänger 1,7 fimpar på marken per dag. 23 procent uppger att de skulle fortsätta fimpa på marken trots att de visste att fimpen skadar miljön. Om skräp räknas en och en så utgör cigarettfimpar 62% av antalet skräpstycken i Sverige årligen enligt Håll Sverige Rent.
Filtret, som ofta är det som finns kvar, innehåller bland annat cellulosaacetat och kadmium. Nedbrytningstiden är mellan ett och fem år. Regn och vind för ofta fimpar till vattendrag där de påverkar vattenlevande djur och växter som fiskar, musslor och alger. De små kräftdjuren daphnier, som utgör en viktig del i den marina miljön, är mycket känsliga för fimpar. En fimp i 8 liter vatten dödar daphnierna i vattnet.